# محمد شادی‌آبادی
محمد بن داود العلوی شادی‌آبادی شارح دیوان‌های انوری و خاقانی است. او معاصر ناصرالدین خلجی (۸۰۶–۹۵۶) و پیرو مذهب سنت و جماعت بود.
نخستین کسی که به شرح دیوان انوری روی آورد محمد بن داود علوی شادی‌آبادی است که در نیمهٔ دوم قرن نهم و اوایل قرن دهم هجری قمری در مالوه (مندو) هند می‌زیسته است. شادی‌آبادی در شرح خود بیش از ششصد بیت از دیوان انوری را شرح کرده و بعضاً معادل‌های هندی برای لغات فارسی آورده است.
در لغتنامه دهخدا آمده‌است که شرح او بر دیوان انوری را آکنده از پیچیده‌گویی‌های نابجا و حاکی از بی‌ذوقی و نداشتن انس با دیوان‌های شعرا و ناآگاهی از مبانی دستور زبان فارسی دانسته‌اند.